# Hervé Grull
Hervé Grull (Méru, 20 luglio 1984) è un doppiatore francese, noto per essere la voce francese di Michael Cera e Silver the Hedgehog.

## Doppiaggio

### Film
- Cameron Finley in Ci pensa Beaver
- Michael Cera in Juno, Nick & Norah - Tutto accadde in una notte, Anno uno,  Scott Pilgrim vs. the World, Barbie
- Justin Chon in Wendy Wu: Guerriera alle prime armi
- Joe Jonas in Camp Rock

### Film d'animazione
- Beast Boy in Teen Titans: Trouble in Tokyo, Teen Titans Go! - Il film
- Leek in Dragon Ball Super: Broly
- Yamagata in Akira (ridoppiaggio 2011)

### Serie televisive
- David Gallagher in Settimo Cielo, Smallville
- Jonathan Taylor Thomas in Smallville, Veronica Mars
- Jesse Rath in Defiance, No Tomorrow
- Kanata Hongō in Yu Yu Hakusho
- Frederic Balonier in Maxton Hall - Il mondo tra di noi

### Serie televisive d'animazione
- Diddy Kong in Donkey Kong Country
- Harvey Klinkle in Sabrina, the Animated Series
- Kenta Kitagawa in Digimon Tamers
- Beast Boy in Teen Titans
- Chris Thorndyke in Sonic X
- Dash Baxter in Danny Phantom
- Max Kirrin in I Famosi 5 - Casi misteriosi
- Nick in Gormiti, che miti
- Jak in Tak
- Sulfus in Angel's Friends
- Ben Tennyson in Ben 10: Omniverse
- Jodan in LoliRock
- Foo in Harvey Beaks
- N in Pokémon Generazioni
- Zak storm in Zak Storm
- Baki Hanma in Baki the Grappler
- Yū Ishigami in Kaguya-sama: Love is War
- Yuji Itadori in Jujutsu kaisen - Sorcery Fight
- Finn in Mashle
- Scott Pilgrim in Scott Pilgrim - La serie
- Apart in Sakamoto Days

### Videogiochi
- Silver the Hedgehog in Sonic Generations, Mario & Sonic ai Giochi olimpici invernali di Sochi 2014, Mario & Sonic ai Giochi olimpici di Rio 2016, Sonic Forces, Mario & Sonic ai Giochi olimpici di Tokyo 2020, Team Sonic Racing, Shadow Generations
- Sam Witwicky in Transformers: The Game, Transformers - La vendetta del caduto
- Randall Ascott in Il professor Layton e la maschera dei miracoli
- Revali in The Legend of Zelda: Breath of the Wild
- Cillian Hawksworth in Hogwarts Legacy

## Doppiatori italiani
Da doppiatore, nelle versioni in italiano è stato sostituito da:
- Daniele Raffaeli in I Famosi 5 - Casi misteriosi
- Davide Garbolino in Zak Storm